# Souad Bouzainne
Souad Bouzainne est une judokate tunisienne. 

## Carrière
Souad Bouzainne est médaillée d'or dans la catégorie des moins de 48 kg aux championnats d'Afrique de judo 1989 à Abidjan. Aux championnats d'Afrique féminins de judo 1991 à Port-Louis, elle est médaillée d'or en moins de 48 kg et médaillée d'or par équipes.
Aux Jeux de la Francophonie de 1994, elle obtient la médaille d'argent dans la catégorie des moins de 48 kg.